# Asienspiele 2022/Bogenschießen
Bei den Asienspielen 2022 wurden vom 1. bis 7. Oktober 2023 insgesamt zehn Wettbewerbe im Bogenschießen ausgetragen, davon je vier bei den Männern und bei den Frauen sowie zwei gemischte Wettbewerbe. Austragungsort war das Fuyang Yinhu Sports Centre.

## Bilanz

### Medaillenspiegel
| Platz  | Land              | Gold | Silber | Bronze | Gesamt |
| ------ | ----------------- | ---- | ------ | ------ | ------ |
| 1      | Indien            | 5    | 2      | 2      | 9      |
| 2      | Südkorea          | 4    | 4      | 3      | 11     |
| 3      | Mongolei          | 1    | —      | —      | 1      |
| 4      | China             | —    | 2      | 1      | 3      |
| 5      | Chinesisch Taipeh | —    | 1      | 1      | 2      |
| 6      | Japan             | —    | 1      | —      | 1      |
| 7      | Indonesien        | —    | —      | 2      | 2      |
| 8      | Malaysia          | —    | —      | 1      | 1      |
| Gesamt | Gesamt            | 10   | 10     | 10     | 30     |

### Medaillengewinner
| Disziplin         | Gold                                                                | Silber                                                 | Bronze                                                                        |
| ----------------- | ------------------------------------------------------------------- | ------------------------------------------------------ | ----------------------------------------------------------------------------- |
| Recurvebogen      |                                                                     |                                                        |                                                                               |
| Männer Einzel     | Baatarchujagiin Otgonbold                                           | Qi Xiangshuo                                           | Lee Woo-seok                                                                  |
| Männer Mannschaft | SüdkoreaOh Jin-hyek Lee Woo-seok Kim Je-deok                        | IndienAtanu Das Dhiraj Bommadevara Tushar Shelke       | IndonesienArif Dwi Pangestu Ahmad Khoirul Baasith Riau Ega Agata Salsabilla   |
| Frauen Einzel     | Lim Si-hyeon                                                        | An San                                                 | Li Jiaman                                                                     |
| Frauen Mannschaft | SüdkoreaLim Si-hyeon An San Choi Mi-sun                             | ChinaHai Ligan Li Jiaman An Qixuan                     | IndienAnkita Bhakat Simranjeet Kaur Bhajan Kaur                               |
| Mixed             | SüdkoreaLim Si-hyeon Lee Woo-seok                                   | JapanSatsuki Noda Takaharu Furukawa                    | IndonesienDiananda Choirunisa Riau Ega Agata Salsabilla                       |
| Compoundbogen     |                                                                     |                                                        |                                                                               |
| Männer Einzel     | Ojas Pravin Deotale                                                 | Abhishek Verma                                         | Yang Jae-won                                                                  |
| Männer Mannschaft | IndienPrathamesh Samadhan Jawkar Abhishek Verma Ojas Pravin Deotale | SüdkoreaJoo Jae-hoon Yang Jae-won Kim Jong-ho          | MalaysiaMohamad Syafiq Md Ariffin Ariff Muhammad Ghazalli Mohd Juwaidi Mazuki |
| Frauen Einzel     | Jyothi Surekha Vennam                                               | So Chae-won                                            | Aditi Swami                                                                   |
| Frauen Mannschaft | IndienAditi Swami Jyothi Surekha Vennam Parneet Kaur                | Chinesisch TaipehChen Yi-hsuan Huang I-jou Wang Lu-yun | SüdkoreaSo Chae-won Oh Yoohyun Cho Sua                                        |
| Mixed             | IndienJyothi Surekha Vennam Ojas Pravin Deotale                     | SüdkoreaSo Chae-won Joo Jae-hoon                       | Chinesisch TaipehChen Yi-hsuan Chang Cheng-wei                                |